# Bernd Brümmer
Bernd Brümmer (* 28. Dezember 1970) ist ein deutscher Handballtorwart.
Der gelernte Baufachwirt spielte mit dem HC Empor Rostock in der Handball-Bundesliga (1992/1993) sowie mit dem Stralsunder HV in der 2. Handball-Bundesliga-Nord. 2004 wechselte er vom HC Empor Rostock zum PSV Rostock in die Regionalliga Nordost. Seit dem 1. August 2006 spielte er beim HSV Grimmen 1992. Er kam in den Jahren 2017 und 2020 auch beim HC Empor Rostock noch aushilfsweise zu Einsätzen.